# Брохвич (герб)
Брохвич (Олень, пол. Brochwicz, Jeleń, zawołanie Opole) — шляхетський герб сілезького походження, що вживався в Речі Посполитій.

## Опис герба
У срібному полі здиблений вправо червоний олень із золотою короною на шиї. В клейноді пір'я павича. Намет срібний, підбитий червоним.
В численних різновидах герба Брохвич є золотий або червоний фон.  Колір здибленого оленя найчастіше червоний, іноді чорний або срібний. Також відомі згадки про оленя що сидить або напіволеня.
Брохвич I — у срібному полі здиблений вправо червоний олень. В клейноді пір'я павича. Намет срібний, підбитий червоним.
Брохвич II (а) — в срібному полі здиблений вправо червоний олень. У клейноді хвіст павича. Намет червоний, підбитий сріблом. 
Брохвичі II (b) — в срібному полі здиблений вправо червоний олень. У клейноді п'ять страусових пір'їн. 
Брохвич III — у золотому полі, піволеня червоного, вправо, на золотому півмісяці, зверненому рогами до нижнього лівого кута щита. Під півмісяцем золота шестикутна зірка. У клейноді три павиних пера, на них золотий півмісяць рогами вниз, а під півмісяцем така ж зірка.
Брохвич (відміна) — в срібному поліздиблений вправо чорний олень. У клейноді, над шоломом без корони, чорний півмісяць, рогами вниз. Намет чорний, підбитий сріблом. 
Брохвич IV — в червоному полі прилігший вправо золотий олень, передні лапи напівзігнуті, випущені вперед, задні під ним. У клейноді п'ять страусових пір'їн.

## Ранні згадки
Найдавніший образ герба з'являється на печатці Собєслава з 1268 року, а наступний підтверджено печаткою Міхала з Сосниці від 1282 року. На печатці Собєслава Пшебиміловича (Пшибиславича) олень мав промені між рогами . На печатці Міхала Мироновича зображено оленя з рогом із п'ятьма відростками.
Найдавнішою кольоровою геральдичною пам'яткою, що підтверджує вигляд герба Брохвич є «Kodeks lubiński» («Легенда про св. Ядвігу») від 1353 року. Герб був зображений на мініатюрах з зображенням сілезьких лицарів, що беруть участь у битві під Легницею. Він зображує чорного оленя з піднятою головою, повернутого вправо, на срібному тлі.

## Історія
На думку Томаша Юрка герб Брохвич (Олень) і його назва формуються вже в XII столітті. Дослідник спирається на сілезькі герби на ескізах в "Кодексі Любинському". За словами Юзефа Шиманського представлений на мініатюрах «Кодексу Любинського» герб Брохвич має зв'язок із відомими у польській геральдиці формами, проте його зовнішній вигляд відображає геральдичну ситуацію Сілезії середини XIV століття. Отже, герб сформований під сильним іноземним впливом.
Перші згадки про герб походять з часів Тевтонського ордену, а конкретна інформація від року 1544 року. Назва Брохвич, ймовірно, походить від слова «paroháč» (рогач, олень), перетворена в «broháč», а потім сполонізована у вигляді «Brochwicz». Походження герба не мусить бути чеським, оскільки середньовічна польська мова була близькою до чеської (наприклад, замість слова «niech» використовувалося чеське слово «ať»).

## Роди

### Родини, що використовують герб
Арендти (Arendt).
Бахи (Bach), Борновські (Bornowski), Бригевичі (Brygiewicz), Бричковські (Bryczkowski), Бришковські (Bryszkowski), Броховицькі (Brochowicki), Брохвичі (Brochwicz), Брошковські (Broszkowski), Бурграфські (Burgrafski), Буяковські (Bujakowski).
Віктори (Wiktor), Вітовські (Witowski), Вораковські (Worakowski), Вроніковські (Wronikowski), Вронські (Wroński), Вояковські (Wojakowski).
Гендриковські (Hendrykowski), Гоїшевські (Goiszewski), Готорки (Hotork), Гоцковські (Gockowski), Гощевські (Goszczewski), Грабані (в одн.- Грабаня) (Grabania), Густковські (Gustkowski).
Доброцеські (Dobrocieski), Донимирські (Donimirski), Дубаневські (Dubaniewski).
Жаромінські (Żaromiński), Желевські (Żelewski) (Brochwicz III), Жеромінські (Żeromiński), Жеромські (Żeromski), Журомські (Żuromski).
Завроцькі (Zawrocki), Закр(ж)евські (Закшевські) (Zakrzewski), Зелінські (Zieliński), Зухти (Zuchta).
Ідзики (Idzik).
Клемани (Kleman), Концькі (Контські) (Kącki), Корчиці (Korczyc), Корчицькі (Korczycki).
Левинські (Lewiński).
Мок(р)жанські (Мокшанські) (Mokrzański).
Огродовичі (Ogrodowicz), Ольшовські (Olszowski), Ореські (Oreski), О(р)жельські (Orzelski), Оссовські (Ossowski).
Паленцькі (Palęcki, Pałęcki), Пальбицькі (Palbicki), Парасевичі (Parasiewicz), Подканські (Podkański), Поломські (Połomski), Потканські (Potkański), Прушковські (Pruszkowski).
Радуховські (Raduchowski), Рогойські (Rogoyski), Рущиковські (Ruszczykowski).
Слонські (Słoński), Собеки (Sobek), Собєвольські (Sobiewolski), Старорипінські (Starorypiński), Стоцькі (Stocki), Суботовичі (Subotowicz), Сулеєвські (Sulejewski), Сулейовські (Sulejowski).
Травницькі (Trawnicki), Трембецькі (Trembecki).
Фаленцькі (Falęcki), Фольтинські (Foltyński).
Шальовські (Szalowski), Шидловські (Szydłowski), Шиманецькі (Szymaniecki), Шмаковські (Szmakowski).
Щуцькі (Szczucki).

### Відомі персоналії
- Тадеуш Віктор (1859—1922) — генерал-лейтенант Польської Армії/
- Вальтер фон Браухіч (1881—1948) — генерал-фельдмаршал Вермахту.
- Януш Брохвич-Левінський (1920—2017) — солдат АК батальйону «Парасоль», бригадний генерал.
- Андрій Брохвич-Рогойський (1861—1921) — архітектор, зокрема, дизайнер варшавської PAST.
- Станіслав Брошковський (1777—1827) — майор Війська Польського, офіцер Легіону Надвіслянського.
- Ванда Брошковська-Піклікевич (1926—2019) — варшавська повстанка, зв'язкова, санітарка, жовнір Армії Крайової, підпоручник Війська Польського.
- Станіслав Собек (пом. 1569) — каштелян сондецький, сандомирський, великий підскарбій коронний.
- Войцех Радуховський-Брохвич (нар. 1960) — польський юрист.
- Барбара Поломська (1934—2021) — польська актриса.
- Болеслав Палендський (1898-1941) — сілезький активіст за незалежність, повстанець Великопольщ; Сілезії, редактор «Полонії». Замордований у концтаборі Аушвіц. Автор тексту пісні сілезьких повстанців «Do bytomskich strzelców wojska zaciagaja».

## Галерея

Герб Люблінського воєводства
Герб Люблінського воєводства ІІ Речі Посполитої
Герб Люблінського повіту
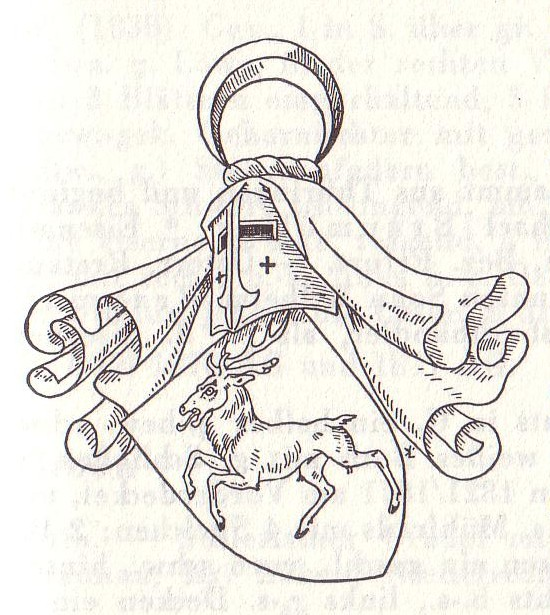
Герб фон Браухічів